# Ron O'Neal
Ron O'Neal (Utica, 1 de setembro de 1937 — Los Angeles, 14 de janeiro de 2004) foi um ator e roteirista estadunidense, que se tornou conhecido por seu papel no filme Super Fly.

## Filmografia
- Super Fly T.N.T. (1973)[3]
- Up Against the Wall (1992)